# Drepanophorus gravieri
Drepanophorus gravieri är en djurart som tillhör fylumet slemmaskar, och som beskrevs av Louis Joubin 1904. Drepanophorus gravieri ingår i släktet Drepanophorus och familjen Drepanophoridae. Inga underarter finns listade i Catalogue of Life.